# Kriaučiaus akmuo
Kriaučiaus akmuo, do češtiny lze přeložit jako Kriaučův balvan, je 3. největší doposud nalezený bludný balvan v Litvě. Nachází se na území vesnice Vileikiai v seniorátu Pakražantis (Pakražančio seniūnija) v okrese Kelmė v Šiauliaiském kraji.

## Další informace
Kriaučiaus akmuo leží téměř na vrcholu hladkého 157 m n. m. vysokého kopce. Délka je 7,84 m, šířka 7,65 m, výška přes 4 m a jeho nejdelší obvod je 23,2 m. Tvar balvanu je nepravidelný a při pohledu shora mírně trojúhelníkovitý a je poměrně dobře zaoblený. Balvan, či spíše jen jeho horní část vyčnívající nad zem, byla místním obyvatelům dlouho známá. V roce 1989 byl balvan pomocí zapůjčených zařízení z ropné rafinerie v Mažeikiai vyzdvižen na povrch a přesunut na nejbližší kopec ve vesnici Vileikiai. Od té doby balvan má na sobě také vrypy po lanech od transportu. Kámen má hmotnost cca 600 tun a je na něm vyrytý nápis. Pochází z Fennoskandinávie, odkud byl transportován ledovcem v době ledové. V roce 1990 byl vyhlášen přírodní památkou.

## Galerie

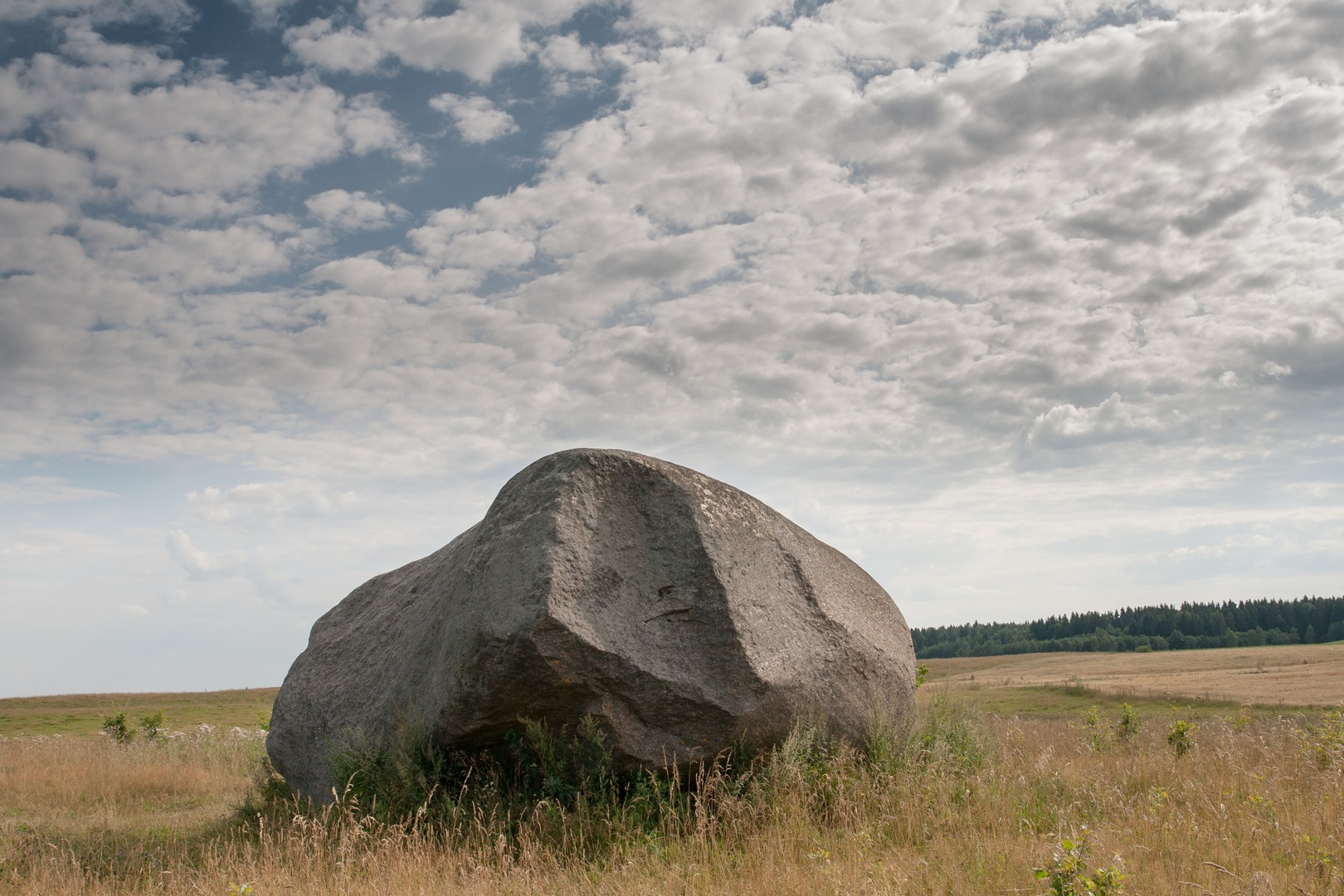
Poškození balvanu vrypy
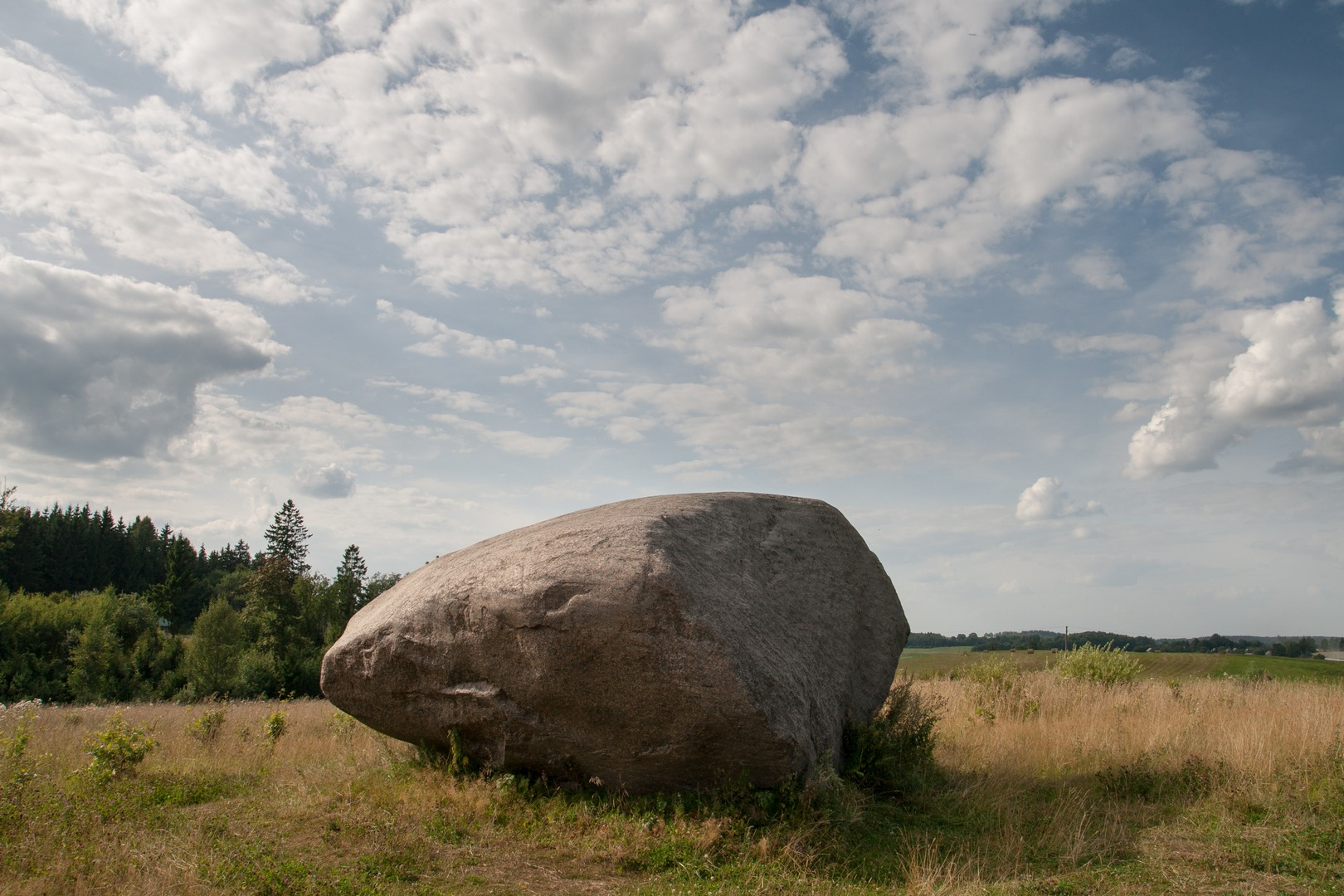
Poškození balvanu vrypy